# Autonomna pokrajina Trident
Autonomna pokrajina Trident (talijanski: Provincia autonoma di Trento, njemački: Autonome Provinz Trient; poznat i kao na talijanskom: Trentino, stari njemački naziv je Welschtirol) je autonomna pokrajina na sjeveru Italije. Ova pokrajina zajedno s pokrajinom Južni Tirol tvori autonomnu regiju Trentino-Južni Tirol. Glavni grad pokrajine je Trident.

## Zemljopis
Ova pokrajina graniči na sjeveru s Južnim Tirolom, na istoku i jugu s regijom Veneto, a na zapadu s Lombardijom.
Kroz ovo iznimno brdovito područje prolazi rijeka Adige. Najviši vrhovi ove pokrajine su Monte Cevedale (3.769 m) u Ortlerskim Alpama, Palòn de la Mare (3.704 m), Punta San Matteo (3.684 m), Presanella (3.556 m), Monte Care Alto (3.462 m), Marmolada (3.342 m), Cima Tosa (3.173 m), Cimone della Pala (3.185 m), Cima Brenta (3.150 m) i Monte Baldo Altissimo (2.079 m). U ovu pokrajinu spada sjeverni dio Gardskog jezera.

### Okružne zajednice
Kao i Južni Tirol, Trentino je podijeljen u okružne zajednice (talijanski: comprensori). Ovaj način podijele nedavno je reformiran.
| Okružna zajednica           | Glavni grad       | Površina  | Stanovništvo |
| --------------------------- | ----------------- | --------- | ------------ |
| C1 Val di Fiemme            | Cavalese          | 415 km²   | 19.131       |
| C2 Primiero                 | Fiera di Primiero | 413 km²   | 10.032       |
| C3 Bassa Valsugana e Tesino | Borgo Valsugana   | 578 km²   | 26.343       |
| C4 Alta Valsugana           | Pergine Valsugana | 394 km²   | 49.332       |
| C5 Valle dell'Adige         | Trient            | 656 km²   | 167.880      |
| C6 Val di Non               | Cles              | 596 km²   | 38.185       |
| C7 Val di Sole              | Malè              | 609 km²   | 15.327       |
| C8 Valli Giudicárie         | Tione di Trento   | 1.176 km² | 36.377       |
| C9 Alto Garda e Ledro       | Riva del Garda    | 353 km²   | 44.836       |
| C10 Vallagarina             | Rovereto          | 694 km²   | 85.700       |
| C11 Ladino di Fassa         | Vigo di Fassa     | 318 km²   | 9.335        |

### Općine
U Autonomnoj pokrajini Trento postoji 223 općine. Najveće su:
| Grb | Općina            | Stanovništvo |
| --- | ----------------- | ------------ |
|     | Trento            | 112.142      |
|     | Rovereto          | 35.858       |
|     | Pergine Valsugana | 19.200       |
|     | Arco              | 16.023       |
|     | Riva del Garda    | 15.246       |
|     | Mori              | 8.918        |
|     | Lavis             | 8.122        |
|     | Ala               | 8.429        |
|     | Levico Terme      | 6.973        |

## Povijest

### Prapovijest
Čovjek je nastanjivao područje današnjeg Trentina vjerojatno od sredine kamenog doba, a prva naselja bila su u dolini rijeke Adige. Vjeruje se da su prvi naseljenici vjerojatno došli iz doline rijeke Po ili venetskih predalpi, nakon što su se počeli otapati ledenjaci krajem pleistocena.
Na nekoliko mjesta u pokrajini pronađeni su ostaci iz mezolitika. Lovačko naselje iz neolitika pronađeno je blizu jezera Colbricòn, nedaleko od Passo Rollea.

### Antičko doba
Oko 500. pr. n. e. u prostor Trentina dolaze Reti iz područje središnjih i istočnih Alpi. Njihovim dolaskom se uz tradicionalni lov razvija i poljoprivreda i stočarstvo. U rimsko doba cijelo područje Trentina-Južnog Tirola bilo je poznato kao Recija (Raetia).
Ovo područje Rimljani su osvojili u 1. stoljeću pr. n. e. Konačna pobjeda nad Retima odvila se blizu Bozena, tijekom vojnih akcija Druza i Tiberija (16. – 17. pr. n. e.). Trento je postao rimski municipium u 40-ima pr. n. e. Tijekom vladavine cara Klaudija (41. – 54.) je Trentino uključen u cestovnu mrežu carstva izgradnjom cesta Via Claudia Augusta Padana (od Ostiglije do Rezijskog prolaza) i Via Augusta Altinate (od Trevisa do Trenta).

### Srednji vijek
U 5. stoljeću je Trentino napadan nekoliko puta sa sjevera i istoka. Prvo su to bili Istočni Goti, pa Bavarci i Bizantinci, te na kraju Langobardi. U ovo vrijeme ovim se područjem naglo proširilo i kršćanstvo. Godine 774., Trentino su osvojili Franci i uključili ga u Kraljevstvo Italije koje je uključeno u kasnije Sveto Rimsko Carstvo.
Prvo teritorijalno ujedinjenje Trentina zbilo se 1027., kad je car Konrad II. službeno prepustio upravu ovog područja Trentskoj biskupiji. Ovaj entitet koji je postojao osam stoljeća osigurao je Trentinu određenu autonomiju, prvo od Svetog Rimskog Carstva, a onda i od Austrijskog Carstva.

### Moderno doba
Početkom 19. stoljeća, stanovništvo Trentina aktivno je sudjelovalo u borbi protiv francuskih osvajanja, koju je vodio tirolski narodni junak Andreas Hofer. Nakon napoleonskog razdoblja (1815.), Trentska biskupija je prestajala postojati, a Trentino je postao dio Tirolske grofovije u kojoj je većina stanovništva govorila njemačkim jezikom.
Iako pod dobrom upravom i dobrom zastupljenošću u skupštinama u Innsbrucku i Beču, u drugoj polovici 19. stoljeća javlja se pokret (dio općeg pokreta talijanskog iredentizma) s ciljem pripajanja ovog područja Kraljevini Italiji. Ovaj pokret nije naišao na značajnu potporu većinski ruralnog stanovništva, a podupirali su ga intelektualci kao Cesare Battisti i Fabio Filzi.
Tijekom Prvog svjetskog rata na ovom prostoru odvijali su se sukobi između talijanske i austrougarske vojske u kojima je Trentino pretrpio teška razaranja. Od početka rata 1914., više od 60 000 Trentinaca borilo se na strani Austro-Ugarske, prvo protiv Rusije i Srbije, a onda i protiv Italije. Više od njih 10 000 je poginulo, a mnogi su ranjeni i zarobljeni. Nekoliko stotina tisuća civila moralo je napustiti svoje domove zbog blizine fronte. One koje je zarobila talijanska vojska prebačeni su na jug Italije.
Nakon Versajskog ugovora je Trentino zajedno s Južnim Tirolom pripojen Italiji. Centralizacijom koju su provodili fašisti smanjena je autonomija gradovima, a mnoge manje općine su spojene, te je tako broj općina s 366 smanjen na 127.
Nakon Drugog svjetskog rata potpisan je sporazum između talijanskog i austrijskog ministra vanjskih poslova Alcidea De Gasperija i Karla Grubera, kojim je osnovana autonomna regija Trentino-Južni Tirol.
Idućih nekoliko desetljeća glavna politička stranka u Trentinu bila je Kršćanska Demokracija. U 1950-ima došlo je do svađe između Južnog Tirola i Trentina oko regije. Godine 1972., napokon je regionalna vlast većinom prepuštena na upravu pokrajinama.
U 1960-ima i 1970-ima, Trentino se naglo gospodarski razvio, većinom zbog turizma i autonomije. Trenutno je ovo jedna od najbogatijih i najrazvijenijih pokrajina u Italiji.

## Gospodarstvo
Unatoč tome što se nalazi u planinskom području, poljoprivreda je vrlo važna gospodarska grana. Domaćinstva su često udružena u velike zadruge. Najvažniji poljoprivredni proizvodi su jabuke (zajedno s Južnim Tirolom čini oko 50% nacionalne proizvodnje), te ostalo voće i povrće. Važan je i uzgoj vinove loze od koje se proizvode kvalitetna vina.
Glavne industrije koje su često manje i srednje veličine, nalaze se u Valsugani, Vallagarini i dolinama Adige. Najvažniji industrijski sektori su obrada i proizvodnja tekstila, papira, drveta, te mehanička industrija. U smislu energetike, važna je proizvodnja hidroelektrične energije.
Najzaslužnija aktivnost za uspješan gospodarski razvoj pokrajine je turizam. Glavna turistička mjesta su Madonna di Campiglio, San Martino di Castrozza, Fiera di Primiero, Canazei, Moena, Cavalese, Folgaria, Folgarida-Marilleva, Riva del Garda, te Levico Terme, Comano Terme i Roncegno, koji su poznata odredišta zdravstvenog turizma.

## Vanjske poveznice
- Službene stranice pokrajine
- Turistički ured